# Шор, Илан Миронович
Илан Миронович Шор (рум. Ilan Șor; род. 6 марта 1987, Тель-Авив, Израиль) — молдавский бизнесмен и политик, пророссийский олигарх. Примар муниципия Оргеев с 1 июля 2015 по 19 апреля 2019 года.
Участник крупной мошеннической схемы, позволившей в 2014 году украсть из банков Молдовы 1 миллиард долларов. В 2017 году был приговорён к 7.5 годам тюремного заключения, в 2023 по итогу апелляции срок был увеличен до 15 лет. В 2019 году Шор, находясь под домашним арестом и ожидая апелляции, бежал из Молдовы в Израиль.

## Биография
Илан Шор родился в Тель-Авиве в 1987 году в еврейской семье молдавского бизнесмена Мирона Шора. В 1990-х годах семья вернулась в Молдову. В 2005 году после смерти отца Илан Шор в возрасте 18 лет унаследовал ряд предприятий, входивших в «ShorHolding».

### Предпринимательская деятельность
Илан Шор является предпринимателем, который управлял компаниями в разных отраслях, в том числе компанией «Dufremol», которая занималась сетью магазинов беспошлинной торговли. Также Илан Шор является владельцем футбольного клуба «Милсами». В 2014 году становится председателем совета по администрированию Banca de Economii S.A. , после которого становится членом совета по администрированию Международного кишинёвского аэропорта.

### Политическая карьера
21 мая 2015 года Илан Шор был зарегистрирован в качестве кандидата на должность примара Оргеева от общественно-политического движения «Равноправие». На местных выборах он выиграл должность примара с первого тура с результатом в 7955 голосов (61,97 %).
19 июня 2016 года Илан Шор становится председателем общественно-политического движения «Равноправие».
На парламентских выборах 2019 года Илан Шор баллотировался как по национальному списку «Шор», так и по одномандатному округу № 19. В обоих случаях Шор выиграл мандат депутата.
Депутат Илан Шор был лишён своего мандата в результате голосования на заседании парламента 27 апреля 2023 года по причине вынесенного судебного решения Апелляционной палатой Кишинёва (АП) о 15 годах лишения свободы. Место, занимаемое его партией «Шор», считалось вакантным.
21 апреля 2024 года в Москве Илан Шор на съезде молдавских политиков поддерживающих вступление Республики Молдова в ЕАЭС, объявил о создании политического блока «Победа» (структура объединила партии «Шанс», «Виктория», «Возрождение», «Сила альтернативы и соглашения Молдовы»). По информации Bloomberg — это новое антиевропейское объединение, цель которого — не допустить вступление Республики Молдова в ЕС, а также «бросить вызов» действующему президенту страны Майе Санду и проевропейскому правительству на президентских выборах 2024 года.

### Уголовное преследование
На протяжении многих лет независимые расследования документировали роль Шора как российской прокси-силы и его деятельность во вмешательстве в выборы, денежные выплаты людям за участие в антиправительственных уличных протестах и кампаниях по дезинформации граждан Молдовы через сфабрикованные аккаунты в социальных сетях.
21 июня 2017 года Илан Шор был приговорён Кишинёвским судом к 7 годам и 6 месяцам лишения свободы, с отбыванием наказания в полузакрытом пенитенциарном учреждении, по делу о «краже миллиарда долларов» из банковской системы Республики Молдова. Приговор был обжалован, и пока дело рассматривалось в Апелляционной палате Кишинёва (АП), Илан Шор был помещён под судебный контроль, однако после смены власти бежал за границу.
26 июня 2020 года Илан Шор объявлен в международный розыск, также Антикоррупционная прокуратура наложила арест на несколько принадлежащих ему объектов движимого и недвижимого имущества.
14 апреля 2023 года после четырёх лет рассмотрения дела Апелляционная палата Кишинёва (АП) приговорила беглого депутата Илана Шора по делу, которое является частью «Банковского мошенничества» к 15 годам лишения свободы в закрытом исправительном учреждении, лишила право занимать должности в банковской системе в течение пяти лет, а также лишила депутатского мандата. В соответствии с решением, Илан Шор должен возвратить более 5,2 млрд леев (260 млн евро).
15 февраля 2024 года глава отделения Интерпола в Молдове Виорел Центиу сообщил, что власти России в ответ на её запрос подтвердили нахождение Шора в этой стране, но отказались выдавать его.
С 2024 года — гражданин России.

### Коррупция
В 2015 году Шора арестовали по обвинению в отмывании денег и незаконном присвоении средств. Следователи по коррупционным делам утверждают, что Шор легализовал более 335 миллионов долларов из похищенного миллиарда. В июне 2015 года, будучи под домашним арестом, он зарегистрировался в качестве кандидата на пост примара Оргеева — пятого по величине города Республики Молдова. Его выпустили для участия в избирательной кампании, он выиграл выборы в первом туре. После этого прокуроры не стали применять к Шору меры пресечения. В октябре 2015 года Шор осуществил «явку с повинной». Он пришёл в Национальный центр по борьбе с коррупцией (НЦБК) 13 октября 2015 года, на 10 страницах изложив прокурорам историю «коррупционных действий» со стороны бывшего премьер-министра Влада Филата. По его словам, за оказание различных услуг и благоприятствование бизнесу Шора, Филат получил от него за эти годы около 250 миллионов долларов. На основании его показаний 27 июня 2016 года Филат был приговорён к девяти годам лишения свободы, однако через три с половиной года был досрочно освобождён. Влад Филат совместные дела с Иланом Шором отрицал.
В 2023 году депутат Нестеровский, который с марта действовал в интересах преступной группы Шора, пытался завербовать бывшего депутата, входившего в парламент с 2019 по 2021 год Арину Спэтару для создания новой проевропейской партии, которая будет действовать в интересах Илана Шора. Арина Спэтару, связалась со Службой информации и безопасности (СИБ), сообщив о финансовом предложении со стороны Шора, в обмен на создание подконтрольной проевропейской партии. Так в Молдове узнали о планах Шора финансировать сразу несколько партий на местных выборах. По словам Спэтару, в частной беседе Шор признался ей, что деньги на финансирование партий приходят из России. По словам политического аналитика Виктора Чобану, «для России на фоне отсутствия успехов в войне против Украины, важно одержать геополитическую победу невоенным методом в Молдове», и в этом им должен помочь Илан Шор.
В 2023 году, после рассмотрения дела Апелляционной палатой Кишинёва, Еврокомиссия назвала приговор лидеру пророссийской молдавской партии «Шор» Илану Шору важным шагом для правосудия и борьбы с коррупцией в Молдове. Президент Республики Молдова Майя Санду назвала политическую партию «Шор», лидером которой является Илан Шор, партией, которая создана из коррупции и для коррупции.
Партия социалистов Республики Молдова (ПСРМ) утверждает, что беглый экс-депутат Илан Шор, используя «партию-клон», начал процесс массовой коррупции и подкупа членов ПСРМ. Речь идёт о политической партии «Renaștere — Возрождение», которая появилась в поле зрения общественности после вступления в неё нескольких депутатов-социалистов в мае 2023 года. Илан Шор находится под санкциями ЕС, Швейцарии и США за попытки дестабилизировать ситуацию в стране.

### Расследования и связи с Россией
RISE Moldova, партнёр OCCRP (Organized Crime and Corruption Reporting Project), сообщает, что инвестиционную программу олигарха Илана Шора, который бежал в Россию от тюремного срока в Молдове, финансировал бывший работник молдавских правоохранительных органов и подозреваемый в отмывании денег в интересах организованной преступной группы, который сейчас живёт в Москве. В августе 2023 года, в преддверии всеобщих выборов, Илан Шор сообщил, что запускает программу «Молдавское село», в рамках которой за следующие три года каждая примэрия получит по 20 миллионов леев (порядка 1,1 миллиона долларов) через его фонд Visul meu («Моя мечта»). Через месяц несколько примэрий подписали спонсорские контракты, но не с фондом Шора, а с 61-летним гражданином Израиля Игалом Шведом. Служба информации и безопасности (СИБ) выяснила, что деньги Шведа поступили из России, а сам он имеет российский паспорт. По данным СИБ, в 2021 году Служба по предотвращению и борьбе с отмыванием денег заподозрила Виктора Гуцуляка, от которого получил средства Швед, ранее работал в молдавских правоохранительных органах, а сейчас живёт в России. Он отмывал средства в интересах преступной группировки под руководством Илана Шора: на его счёт поступило 166 миллионов рублей (порядка двух миллионов евро) от Анастасии Дроновой, причастной к «российским олигархическим группам, связанным с высокопоставленными лицами в Москве». По данным RISE Moldova, после того как средства Шведа арестовали, Илан Шор стал использовать для вывода денег в Молдову курьеров, которые перевозят наличные. Журналисты узнали, что теперь для финансирования своих проектов Шор пользуется услугами курьеров, которые доставляют наличные из России в Молдову.
Согласно расследованию The Washington Post в 2020 году ФСБ начала сотрудничать с партией «Шор». Политтехнологи покупали предоплаченные SIM-карты для одноразовых телефонов, рекомендовали партии стереть как можно больше информации о «негативном прошлом» политика (WP предполагает, что речь идёт о судимости Шора) и попытаться обелить его имидж в интернете. Также они советовали предлагать журналистам «вознаграждение» за удаление статей. Управленческий контроль над двумя основными пророссийскими телеканалами Молдовы был передан близкому соратнику Шора. Это стало основной платформой политика для продвижения согласованной с Москвой повесткой дня. Когда в 2020 году у Шора был конфликт с молдавскими властями, ФСБ помогла ему передать один из ключевых активов — акции кишинёвского аэропорта — российскому бизнесмену Андрею Гончаренко. Шор заявил, что не владеет долей, но в документах ФСБ от 2020 года аэропорт упоминается как «актив Шора».
В 2024 году ряд политиков, связанных с группой Шора, создали в Москве политический блок «Победа», цель которого — укрепить оппозицию, уже прямо или косвенно объединённую бывшей партией «Шор» беглого олигарха Илана Шора, против нынешнего правительства и изменить проевропейскую ориентацию Республики Молдова, восстановив отношения с Россией, СНГ и Евразийским экономическим союзом. Политические аналитики из Кишинёва утверждают, что создание блока «Победа» в Москве положило начало кампании по дестабилизации страны. Они также утверждают, что это событие не состоялось бы без участия спецслужб Российской Федерации и что Илан Шор полностью находится под опекой московских служб.
В расследовании Reset для Wired, опубликованном 10 января 2024 году, утверждается, что в 2023 году Шор потратил более $200 тыс. на рекламные кампании в соцсети, продвигающие интересы Кремля в Молдове. Издание напоминает, как в феврале прошлого года стало известно, что компания Meta, владеющая Facebook и Instagram, разрешала Шору размещать в соцсетях платную рекламу с призывами к протестам в Молдове, несмотря на санкции США, запрещающие американским компаниям участвовать в финансовых операциях с лицами и группами, включёнными в санкционный список. После этого компания Meta, заявила, что запретит размещение рекламы Шора. Однако, как отмечает издание, согласно новому исследованию, Шор и его партия продолжили пользоваться соцсетью, развернув там ещё более масштабную рекламную кампанию, чтобы дестабилизировать местные выборы в Молдове и помешать европейской интеграции страны. По данным расследования, за шесть месяцев Шор использовал в Facebook более 100 фальшивых страниц, чтобы запустить сотни рекламных объявлений, которые просмотрели более 155 млн раз и которые принесли Meta не менее $200 тыс. дохода.

## Семья
В 2005 году умер отец Илана Шора — Мирон Семёнович Шор, который также был бизнесменом.
С 2011 года Илан Шор женат на певице Жасмин (Сара Шор).
7 февраля 2012 года у них родилась дочь, которую назвали Маргаритой, а 25 апреля 2016 года родился сын, которого назвали Мироном.

## Санкции
С 26 октября 2022 года Илан Шор под санкциями США за организацию беспорядков с целью свержения конституционной власти Республики Молдова. По данным США, Игорь Чайка в 2021 году совместно с пресс-секретарём президента России Дмитрием Песковым разработал планы по подрыву власти президента Республики Молдова и возвращению страны в российскую сферу влияния, важная роль в этих планах отводилась партии «Шор» (позже признана неконституционной) и сторонникам бывшего президента Республики Молдова Игоря Додона.
30 мая 2023 года Илан Шор попал в санкционный список стран Европейского союза за дестабилизацию в Республике Молдова как политик, который «участвует в незаконном финансировании политических партий в Республике Молдова, в подстрекательстве к насилию», а также за «поддержку прокремлевской политической деятельности в Республике Молдова». Также Шор был внесён в санкционный список Канады «российских коллаборационистов в Молдове».